# Tetlatlahuca
Tetlatlahuca è una città dello stato di Tlaxcala, nel Messico centrale, capoluogo della omonima municipalità.
La municipalità conta 12.410 abitanti (2010) e ha un'estensione di 25,24 km².